# 南部バス五戸営業所

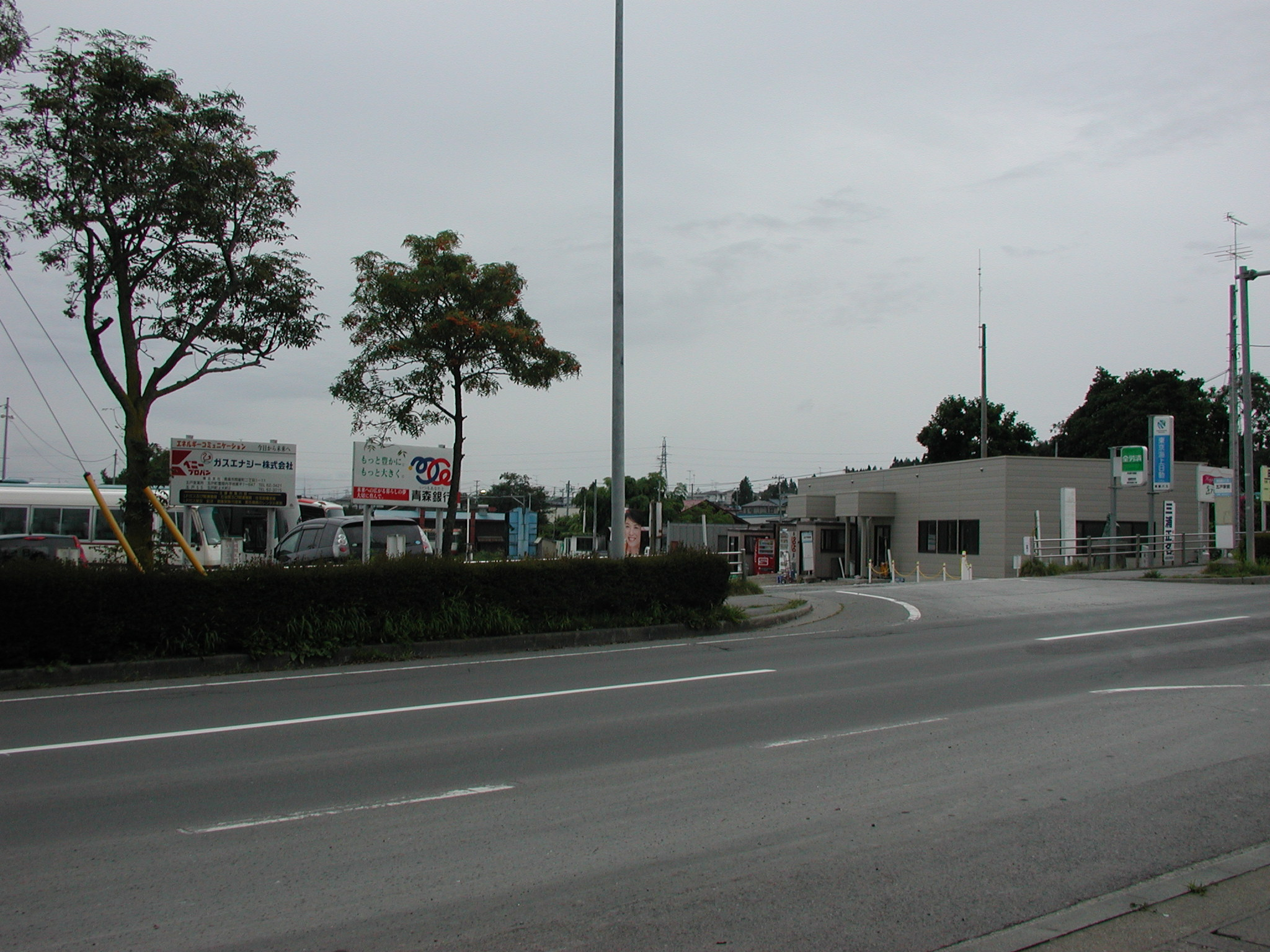
岩手県北自動車（株）南部支社五戸営業所（2009年8月：敷地外の道路側より）

岩手県北自動車（株）南部支社五戸営業所（いわてけんぽくじどうしゃなんぶししゃごのへえいぎょうしょ）は、青森県三戸郡五戸町にある岩手県北自動車の営業所である。南部バス時代の敷地・建物・設備を引き継いで使用している。
なお、当地はかつての南部鉄道（廃線）の五戸駅であった。

## 所在地
青森県三戸郡五戸町五戸字下モ沢向13-167（北緯40度31分24.9秒 東経141度18分25.1秒 / 北緯40.523583度 東経141.306972度座標: 北緯40度31分24.9秒 東経141度18分25.1秒 / 北緯40.523583度 東経141.306972度）

## 沿革
- 時期不詳 - 南部バス五戸営業所を開設。
- 1975年（昭和50年）7月 - 五戸営業所を新築。
- 1996年（平成8年）7月 - 本社を五戸営業所内から八戸営業所内へ移転。
- 2009年（平成21年）
  - 8月10日 - 五戸営業所庁舎を町道側を挟んだ東側（旧庁舎向かいの車庫内）に移転（旧本社跡・旧営業所庁舎は解体）[1]。
  - 9月1日 - 始発地：五戸駅の乗車位置を、車庫敷地内の新庁舎前に移動[2]。
- 2017年（平成29年）3月1日 - 岩手県北自動車への事業譲渡に伴い、岩手県北自動車南部支社五戸営業所となる[3]。

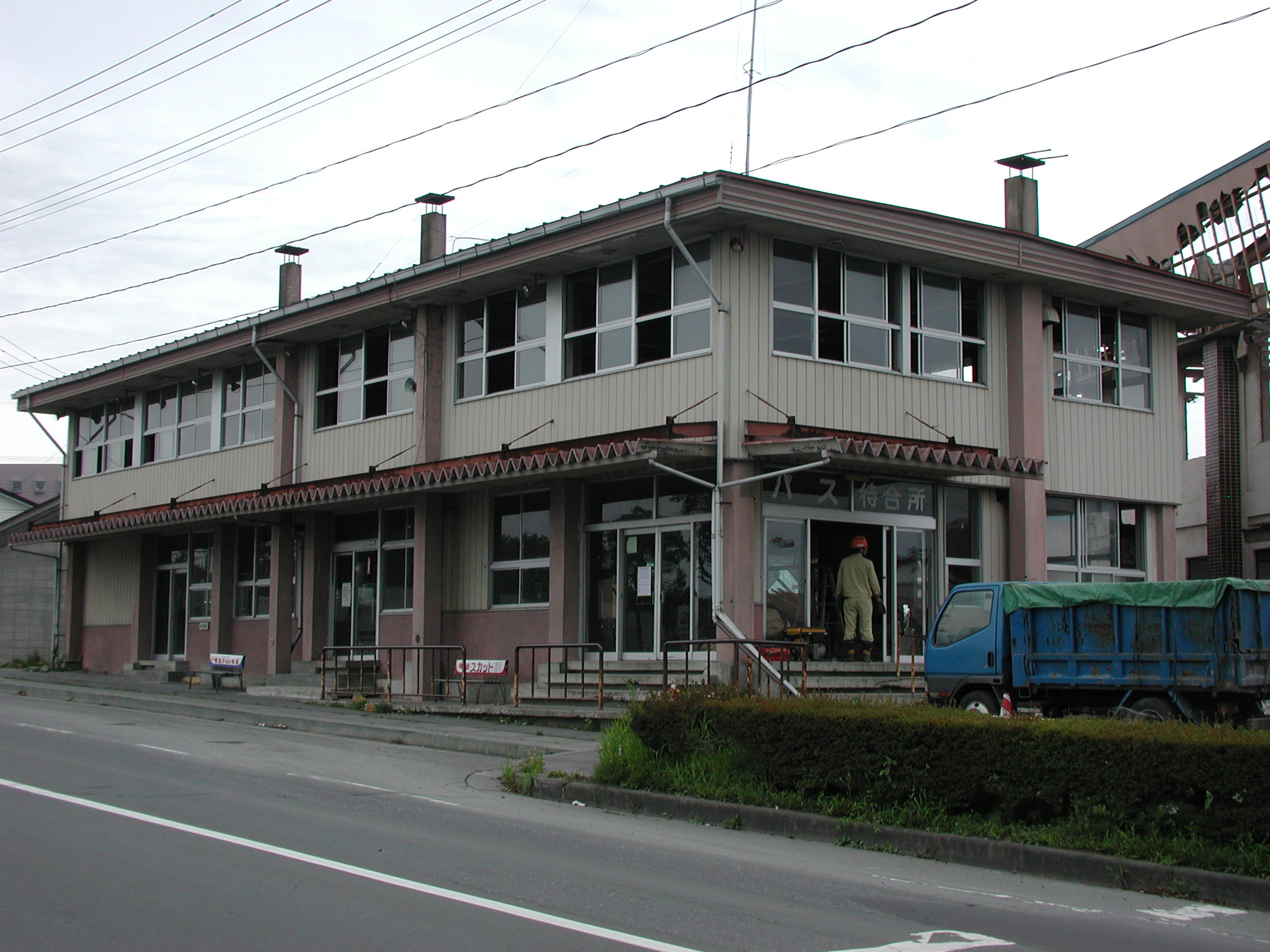
旧庁舎（2009年8月） 移転に伴って、解体されている。
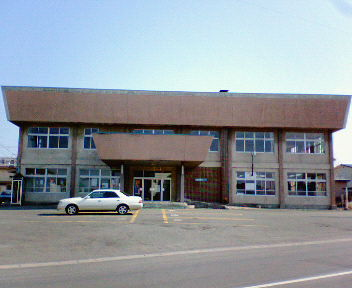
旧本社棟（2007年4月） 旧庁舎の隣には、1996年6月まで使われていた、かつての本社が建っていた[4]。
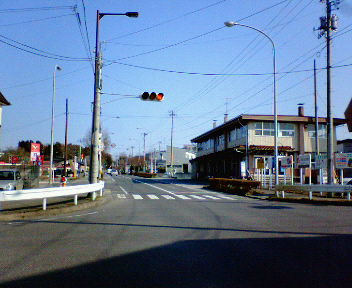
五戸営業所（2007年4月当時：敷地外より） 右側は営業所庁舎、左側は車庫となっていた。

## 主な所管路線
（2011年10月1日現在）
※1：「ラピアBT」＝八戸ラピアバスターミナル
※2:運行経路上の「矢印」表記は片方向のみの運行
※3:運行経路上の「<>」で囲んだ停留所は一部便のみ乗り入れ
なお行き先表示では特記のない場合を除き、五戸駅（五戸営業所）行きでは「[140] 五戸」と表記される。また、五戸行きの一部では「[143] 五戸高校」行きのほか、「140.五戸総合病院」行きも存在する。

### 八戸駅線
※：八戸市営バスとの共同運行。
共管先である南部バス八戸営業所を参照のこと。

### 八戸ニュータウン線
共管先である南部バス八戸営業所を参照のこと。

### 五戸 - 八戸線
五戸町から八戸市との間を結ぶ同社の主要幹線の一つであり、このうち扇田経由については、かつての旧・南部鉄道の経路を運行する。
近年、利用客の減少が目立ってきており、特に高舘経由と張田経由については最も少なかったことから、この2つの経由については2008年4月1日以降は土曜・休日の運行を取りやめた。また、高舘経由については石呑 - 五戸間のみに短縮された区間便も運行され、そちらは石呑線として運行された。
高館経由は八戸圏域公共交通再編実施計画の3次再編に伴い2021年03月31日で路線廃止され、五戸町区間は上市川経由の八戸駅線となり、八戸市内区間は八戸市営バスの多賀台団地線に編入し、既存の路線の一部の時間帯に「轟木」と「和野」（いずれも南部バスから移管）を経由する。
なお、八戸市地域公共交通会議による「市地域公共交通連携計画」の策定に基づき、2010年4月1日以降、八戸市中心街乗り入れ路線にて「方面別ナンバリング記号」を導入している。このため、八戸 - 五戸線に対して、アルファベットナンバリングが割り当てられた。

#### 扇田経由
南部バス八戸営業所と共管
- [P8] 八戸（ラピア）
- [G140] 八戸駅 五戸
- [140] 五戸総合病院（第1・3・5土曜1本のみ）
  - 内舟渡経由：ラピアBT - 栄町 - 八戸中心街ターミナル（六日町(5番のりば)/八日町(2番のりば)） - 西売市 - 内舟渡 - 合同庁舎前-八戸駅 -合同庁舎前- 七崎 - 扇田 - 五戸駅/五戸総合病院
  - 西高校・八戸駅経由：五戸駅 - 扇田 - 七崎 - 三条目 - 西高校 - 矢沢 - 西公園前 - 八戸駅 - 合同庁舎前 - 内舟渡 - 西売市 - 八戸中心街ターミナル（八日町(２番のりば)） - 栄町 - ラピアBT（2021年4月1日運行開始）
  - 田面木経由：五戸駅→扇田→七崎→合同庁舎前→八戸駅→<日赤病院→>田面木→司法センター前→八戸中心街ターミナル（八日町(2番のりば)）→栄町→ラピアBT（※：太字の区間は八戸市営バスとの共同運行の対象区間）
  - 志戸岸（農業倉庫前の始発専用ポールから発車）→扇田→上大町→五戸高校→上大町→五戸駅→五戸総合病院

全区間、八戸圏域定住自立圏路線バス上限運賃化実証実験。

#### 上市川経由
- [140] 五戸(中央)
- [71] 聖ウルスラ学院
- [60] 八戸駅
  - 五戸（中央）- 切谷内下 - 上市川中央 - 石呑 - 三条目 - 西高校 - 矢沢 - 西公園 - 八戸駅 - 高専前 - 聖ウルスラ学院（平日1日1往復）
  - 五戸（中央）- 切谷内下 - 上市川中央 - 石呑 - 三条目 - 西高校 - 矢沢 - 西公園 - 八戸駅

※：2021年4月1日から、同日廃止される高館経由に代わり運行開始。

### 運動公園・五戸中学校線
- [144] 運動公園
- [145] 五戸中学校
  - 五戸駅 - ひばり野団地 - 五戸中学校 - 運動公園前 - まきば温泉入口 - 五戸中学校 - ひばり野団地 - 五戸駅

全区間、八戸圏域定住自立圏路線バス上限運賃化実証実験対象路線。

### 十和田市線
- [150] 東十一番町
  - 五戸駅 - 上大町 - 高校入口< - 五戸高校> - 道の駅とわだ - 藤島 - 三高前 - 十和田市中央 - 十和田市まちなか交通広場 - 東十一番町

「五戸駅〜大学沢」相互間は、八戸圏域定住自立圏路線バス上限運賃化実証実験対象区間。
- 2016年3月31日をもって、十和田市駅バス停を廃止。翌4月1日からは、十和田市駅バス停から600メートル延伸した東十一番町が終点となり[10]、同時に路線名も十和田市駅線から十和田市線に改称された。
- 東十一番町(十和田市駅)～十丁目間に元町東バス停があるが、並行する十和田観光電鉄のバスのみが停車し、本系統は停車しない。

### 金ヶ沢線
- [160] 金ヶ沢
  - 五戸駅 - 中市 - 倉石温泉前 - 金ヶ沢

全区間、八戸圏域定住自立圏路線バス上限運賃化実証実験対象路線。また、本路線では八戸市内方面からの乗り継ぎを支援する目的に、「新郷・八戸乗継乗車券」（大人800円）を3,000枚限定で発売する（通用期間：2011年10月1日 - 2012年2月29日）。なお、乗継指定停留所は「五戸駅」停留所に限られる。

### 西越線
「豊川」乗り入れは五戸発西越方面行きのみ
- [152] 荷軽井
- [162] 西越
  - 五戸駅< - 五戸中学校> - 扇田 - 浅水<→豊川（西越行のみ）>） - 手倉橋 - 荷軽井 - 西越局前

全区間、八戸圏域定住自立圏路線バス上限運賃化実証実験対象路線。また、本路線では八戸市内方面からの乗り継ぎを支援する目的に、「新郷・八戸乗継乗車券」（大人800円）を3,000枚限定で発売する（通用期間：2011年10月1日 - 2012年2月29日）。なお、乗継指定停留所は「五戸駅 - 扇田」間に限られる。

## 自治体からの運行委託
- 五戸町コミュニティバス（五戸町より運行受託）
- 新郷村営バス（新郷村より運行受託）

## 企画運行路線

### 八食100円バス
東北新幹線八戸延伸に合わせて、八食センターが利用者の増加を見込んだことから南部バスに協力を求め実現した。東北新幹線はやて号に接続し9往復の運行。
経路
- 八戸駅（東口4番のりば） - 一番町 - 合同庁舎前 - 二日市 - 卸センター通り - メディカルコート八戸西病院 - 卸センター入口 - 八食センター（厨スタジアム東口）

沿革
- 2002年（平成14年）12月1日 - 運行開始（八戸営業所が担当）。
- 2004年（平成16年）7月1日 - 使用車両を中型車から大型車に変更（なお、初代車両については「八食200円以下バス」専用車両へ転換）。
- 2008年（平成20年）4月1日 - 担当営業所が五戸営業所に変更。
- 2010年（平成22年）4月1日 - 八戸市営バス：鮫線（白銀まわり中央市場発着系統）の「中坪」停留所が同日のダイヤ改正をもって『メディカルコート八戸西病院』に改称されることに伴い、本路線でも同一停留所名の改称を実施。

その他
- 南部バス専用車両で運行（ただし、繁忙期などによる増発車運行の場合や専用車両が車両点検などで使用出来ない場合には、一般路線車両を代車として運行される場合がある）。
- 運賃は100円均一（小児運賃半額）。
- 運行経路上に並行する他の路線バスでは通常運賃となる。
- 南部バス一日乗車券（曜日限定）・八戸えんじょいカード・八戸市から交付される「はつらつ共通バス券」（高齢者）・「ほほえみ共通バス券」（障害者等）での利用もできる。
- 定期券・回数券の利用は出来ない。
- 後乗り前降り、運賃後払い。

過去の車両
2代目専用車両（いすゞ・キュービック：U-LV324K）
 八戸駅にて（2007年9月撮影）

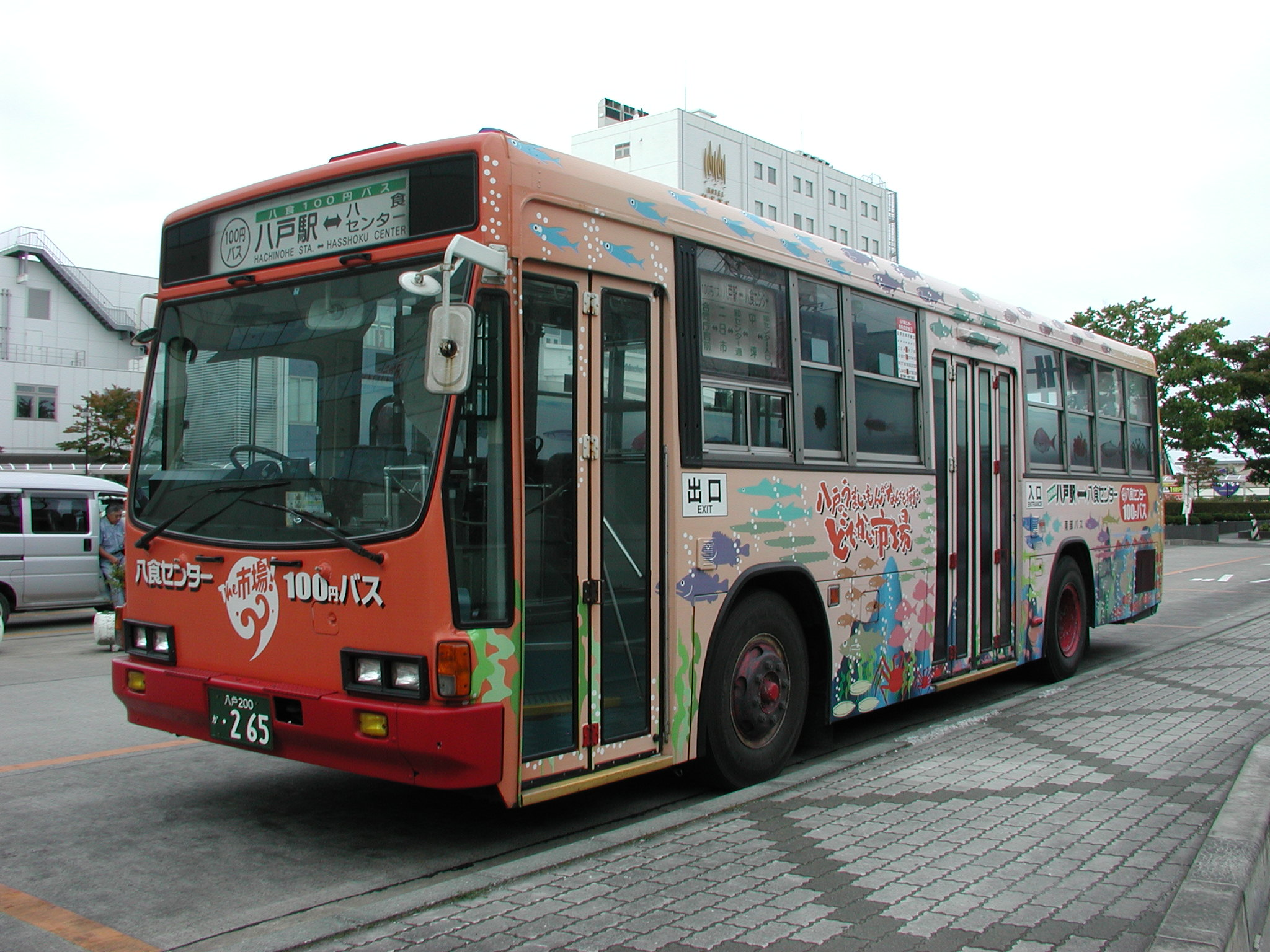
前部
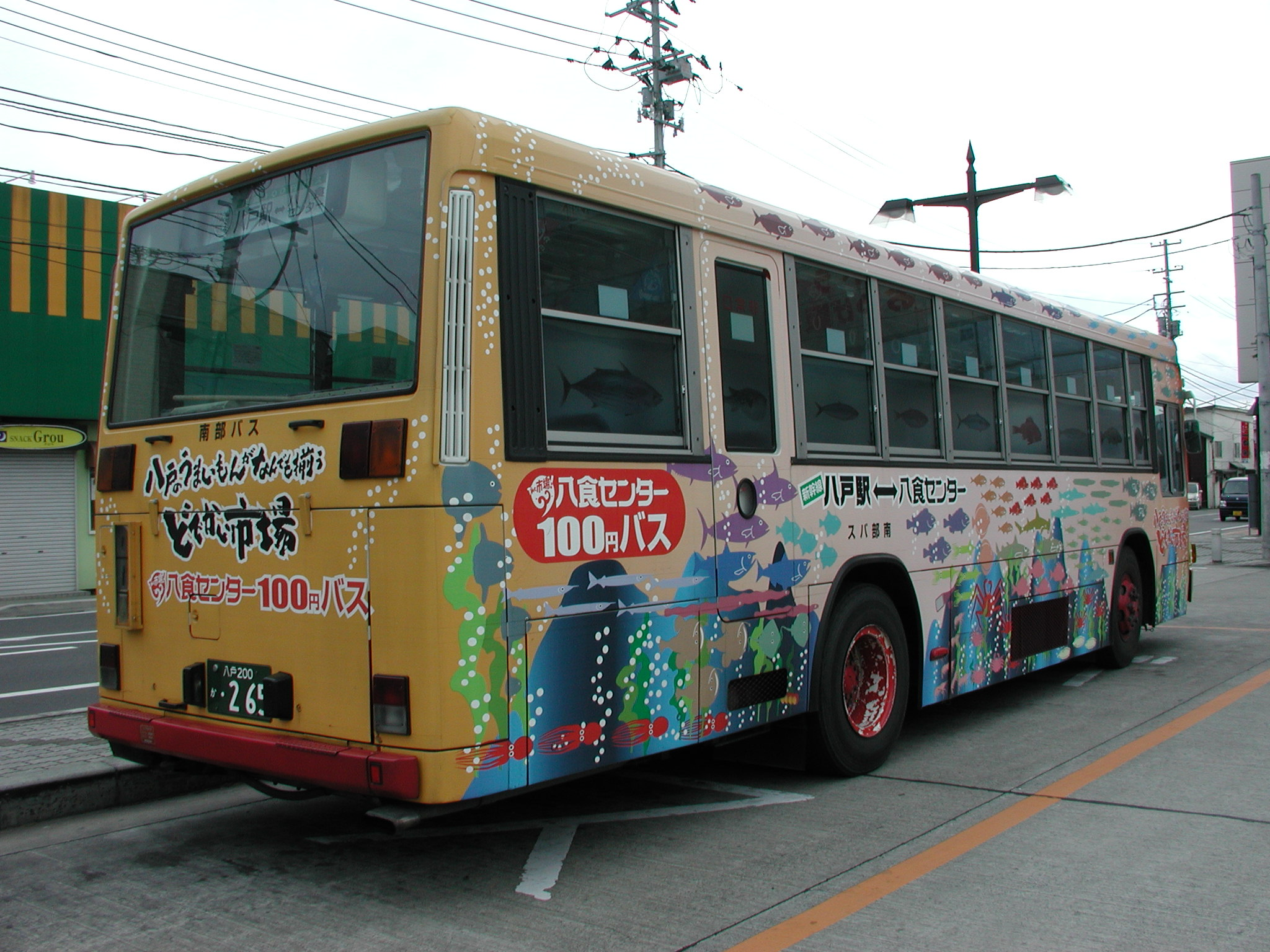
後部

関連リンク
- 八食センター「八戸駅 - 八食センター100円バス運行」時刻表

## 近年廃止された主な路線

### 五戸 - 八戸線（高館経由）
- [P8] 八戸（ラピア）
- [K140] 高舘 五戸
- [146] 石呑
  - ラピアBT - 栄町 - 八戸中心街ターミナル（六日町(5番のりば)/八日町(2番のりば)） - 西売市 - 内舟渡 - 高舘 - 陸奥市川駅前 - 赤畑 - 石呑 - 切谷内下 - <五戸総合病院 - >五戸駅 - <五戸>中央

★：2011年4月1日のダイヤ改正にて、陸奥市川駅前全便経由化（それに伴う同付近ルートの経路を変更）。
全区間、八戸圏域定住自立圏路線バス上限運賃化実証実験対象路線（初乗り：150円〜、上限：300円(八戸市内相互間利用)/500円(八戸市内〜周辺町村との跨っての利用・各町内区間のみの利用)）。
※：2021年4月1日に関係路線の統合・移管を行い路線廃止

### 五戸庁舎線
- [140] 五戸庁舎
  - （八戸・十和田市・西越方面から - ）五戸駅 - 五戸庁舎

※：2010年4月1日に路線廃止

### 八戸→五戸高校線（扇田経由）
- [143] 五戸高校
  - 八戸駅→七崎→扇田→五戸駅→五戸高校

※：2010年3月31日の運行をもって廃止し「志戸岸 → 五戸高校 → 五戸総合病院行」に変更。

### 八戸 - 五戸線（張田経由）
- [60] 八戸駅
- [140] 八戸駅 五戸
  - 八戸駅 - 張田 - 上市川小学校前 - 切谷内下 - 五戸駅
（扇田経由五戸線との乗り継ぎが可能だった。以下にある乗り継ぎ方法を参照。）

#### 乗り継ぎ方法
この路線では八戸駅にて、扇田経由五戸線の一部接続便に限り、八戸駅発着の張田経由五戸線との乗継が可能だった。その際は乗継割引が受けられる<2006年3月31日まで運行されていたラピアBT発着便と同様とする。なお、接続できない便及びそれ以外の路線では対象外となる>。その乗り継ぎの際には八戸駅にて運賃のみを運賃箱に入れ、整理券を持ったまま接続先の指定されたバス<張田・上市川経由五戸行き>に乗り換える（接続バスでは整理券を新たに取る必要はない）。接続便のバスの運賃表示器には割引後の運賃が表示され、降車の際は持参された整理券と割引分の運賃を一緒に運賃箱へ投入する。
※：2010年4月1日に路線廃止

### 赤伏線
- 160.金ヶ沢
  - 十和田市駅 - 四丁目 - 三高前 - 藤島 - 米田 - 赤伏 - 金ヶ沢

※：2007年4月1日に路線廃止、一部区間を新郷村営バス（運賃無料）・十和田観光電鉄が代替運行。

### 戸来線
- 161.羽井内
  - 五戸駅 - 中市 - 倉石温泉前 - 金ヶ沢 - キリスト公園前 - ピラミッド入口 - 羽井内

※：2007年4月1日に「太字」で囲まれた区間が廃止、同区間は新郷村営バス（運賃無料）に転換。

### 五戸ちんちんバス

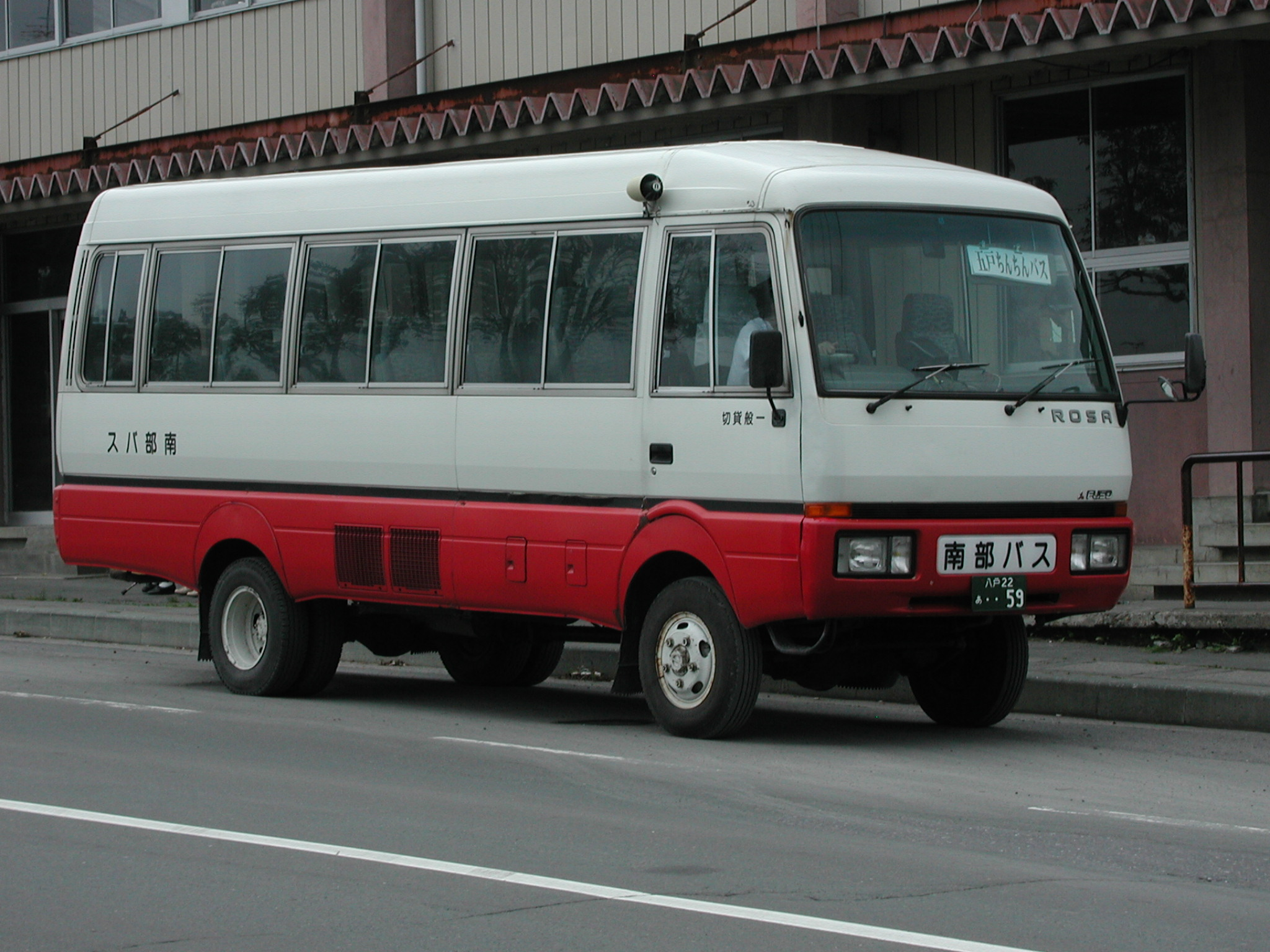
五戸ちんちんバス（2009年8月）

五戸町内中心部の薬局・金融機関・商店等を循環する無料バス。五戸町循環バス運営委員会が主体となり、南部バスに委託して運行。全便平日午前中のみ全4便の運行となる。
停留所での乗り降りの際は下記停留所名の所在地近くの「五戸ちんちんバス停留所」（黄色）のステッカーを目印（停留所では時刻表が掲載されていないため、地元以外の方が利用する場合には注意が必要である。
※：運行経路中、（括弧）内は停留所から停留所との間での間隔による所要時間（停留所の間隔が「0分」のものは次停留所が1分未満<約30秒程度>であることを示す）
- 往路 五戸駅発9:00・9:45（所要時間：40分）
  - 全停留所掲載：（始発）五戸駅→（1分）マックスバリュ前→（1分）岡村商店・藤田ズボン店→（0分）郵便局前→（1分）みちのく銀行前→（1分）八戸信用金庫・澤呉服店→（0分）宮野魚店前→（2分）山崎医院・上大町停留所→（2分）にこにこプラザ→（0分）藤信商店→（2分）三久酒造店→（2分）ヘアーサロンハタナイ→（0分）川喜煎餅店→（1分）青森銀行→（2分）第2船越歯科→（0分）宮野魚店前→（2分）山崎医院・上大町停留所→（2分）松尾医院・アタゴ薬局→（1分）専念寺前→（2分）金子薬局→（1分）みちのく銀行→（1分）郵便局前→（1分）岡村商店・藤田ズボン店→（1分）マックスバリュ前→（0分）五戸駅→（1分）文屋→（0分）病院通りバス停留所→（2分）五戸調剤薬局→（2分）プラス薬局→（1分）文屋→（0分）病院通りバス停留所→（2分）ハッピードラッグ前→（2分）田中医院・五戸東薬局→（2分）五戸庁舎→（2分）小村歯科→（1分）前田商店・五戸駅（終点）
- 復路 五戸駅・前田商店発11:00・11:45（所要時間：40分）
  - 全停留所掲載：（始発）五戸駅・前田商店→（2分）小村歯科→（2分）五戸庁舎→（2分）田中医院・五戸東薬局→（2分）ハッピードラッグ前→（1分）病院通りバス停留所→（0分）文屋→（2分）プラス薬局→（2分）五戸調剤薬局→（1分）病院通りバス停留所→（0分）文屋→（1分）五戸駅→（1分）マックスバリュ前→（1分）岡村商店・藤田ズボン店→（0分）郵便局前→（1分）みちのく銀行→（2分）金子薬局→（1分）専念寺前→（2分）松尾医院・アタゴ薬局→（2分）山崎医院・上大町停留所→（0分）宮野魚店前→（2分）第2船越歯科→（1分）青森銀行→（1分）川喜煎餅店→（1分）ヘアーサロンハタナイ→（2分）三久酒造店→（0分）藤信商店→（2分）にこにこプラザ→（2分）山崎医院・上大町停留所→（0分）宮野魚店前→（1分）澤呉服店・八戸信用金庫→（1分）みちのく銀行→（0分）郵便局前→（1分）岡村商店・藤田ズボン店→（1分）マックスバリュ前→（0分）五戸駅（終点）

※：2013年4月1日に五戸町コミュニティバス運行に伴い廃止。

## 設備
- 待合室
  - 営業所事務室
  - 定期券窓口

## 五戸駅
五戸駅（ごのへえき）は、かつて青森県三戸郡五戸町にあった南部鉄道（後の南部バス）の駅（廃駅）である。当路線の終着駅であった。

### 歴史
- 1930年（昭和5年）4月1日 - 五戸電気鉄道志戸岸 - 当駅間延伸開業に伴い終着駅として開業[14][15]。
- 1936年（昭和11年）5月5日 - 社名改称に伴い五戸鉄道の駅となる[15]。
- 1945年（昭和20年）1月1日 - 社名改称に伴い南部鉄道の駅となる。
- 1968年（昭和43年）5月17日 - 十勝沖地震により全線運行休止に伴い営業休止[15]。
- 1969年（昭和44年）4月1日 - 南部鉄道全線廃止に伴い廃止[15]。

### 駅構造
単式ホーム1面1線と貨物用側線があった。当駅構内には機関区もあった。

### 隣の駅
南部鉄道
南部鉄道線
県立種鶏場前駅 - 五戸駅